# Partido político

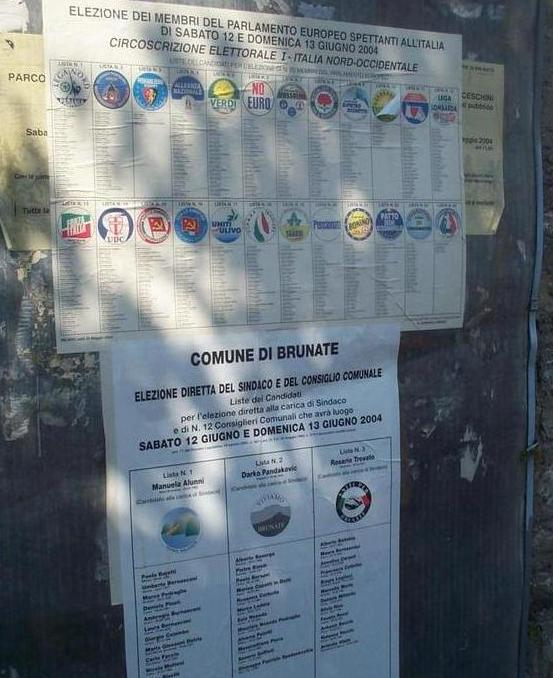
Afiche italiano que muestra los distintos partidos políticos en una elección al Parlamento Europeo.

Un partido político es una organización de interés público cuyo objetivo es ejercer el poder político para aplicar su programa. En las democracias liberales promueve la participación de la ciudadanía en la vida política y contribuye a la integración de la representación nacional. Quienes lo conforman comparten objetivos, intereses, visiones de la realidad, principios, valores y proyectos para ejecutar total o parcialmente en gobiernos democráticos de países. Estos son los encargados de presentar candidaturas a ocupar diferentes cargos políticos. Para eso movilizan el llamado apoyo electoral. También contribuyen a organizar y orientar la labor legislativa, articulan y agregan nuevos intereses y preferencias en la ciudadanía.
Es esencial para contribuir a estructurar el apoyo político a determinados programas, intereses socioeconómicos y valores. También interpreta y defiende las preferencias de los ciudadanos, forma gobiernos, y establece acuerdos políticos en el ámbito legislativo.
En las democracias liberales, basadas en el pluralismo político, los partidos políticos constituyen el principal instrumento de participación política de los ciudadanos y de canalización del pluralismo de la sociedad a las instituciones. Después de la Segunda Guerra Mundial así fueron reconocidos en las Constituciones, especialmente en los países que habían tenido regímenes fascistas, como en la Constitución de la República Italiana de 1947 o en la Ley Fundamental para la República Federal de Alemania de 1949. Lo mismo ocurrió en España tras el fin de la dictadura franquista (Constitución de 1978).

Artículo 6. Los partidos políticos expresan el pluralismo político, concurren a la formación y manifestación de la voluntad popular y son instrumento fundamental para la participación política. Su creación y el ejercicio de su actividad son libres dentro del respeto a la Constitución y a la ley. Su estructura interna y funcionamiento deberán ser democráticos.
Constitución Española de 1978

## Definición
El concepto de partido político ha sido definido de diferentes maneras según el momento histórico y la específica realidad sociocultural. En realidad, como ha señalado el politólogo de la Universidad de Barcelona Jordi Matas Dalmases, «es difícil ofrecer una definición que pueda englobar a todos los partidos políticos de todas las épocas y de todos los países, puesto que los partidos... han sido y siguen siendo muy heterogéneos». A pesar de ello Matas Dalmases propone la siguiente definición de partido político en sentido amplio:

Asociación de individuos unida por la defensa de unos intereses, organizada internamente mediante una estructura jerárquica, con afán de permanencia en el tiempo y cuyo objetivo sería alcanzar el poder político, ejercerlo y llevar a cabo un programa político.

Stefano Bertolini lo ha definido como «un grupo de individuos que participan en elecciones competitivas con el fin de hacer acceder a sus candidatos a los cargos públicos representativos»,[cita requerida] y por su parte Ramón Cotarelo lo define como 

Toda asociación voluntaria perdurable en el tiempo dotada de un programa de gobierno de la sociedad en su conjunto, que canaliza determinados intereses, y que aspira a ejercer el poder político o a participar en él mediante su presentación reiterada en los procesos electorales.[cita requerida]

En lo que coinciden la mayoría de los autores es en que la característica principal de los partidos políticos es que su objetivo es ejercer el poder político para, solos o en coalición, llevar a cabo su programa de gobierno. Esto es lo que los diferencia de otro tipo de organizaciones como los grupos de interés o los grupos de presión, que lo que pretenden es influir en el proceso de la toma de decisiones políticas para conseguir los fines que en cada caso se proponen.
Las considerables dificultades para establecer una definición unánime del concepto de partido político han llevado a la doctrina a identificar cuatro características fundamentales, que se perfilan como criterios para considerar que una organización determinada es un partido político. En concreto, un partido político es una organización estable y permanente durante un tiempo que cuentan con una ubicación urbana donde se reúnen sus líderes para planificar sus proyectos políticos; que se basa en una ideología y un programa de gobierno para definir unos objetivos; que busca alcanzar dichos objetivos mediante el ejercicio del poder político; y que dicho ejercicio busca ocupar cargos públicos electivos. En todo caso, esta caracterización solo es válida para los sistemas políticos democráticos, pluralistas y competitivos. Un sistema político que no reúna cualquiera de estas tres características produce partidos políticos que, en mayor o menor medida, difieren de las características y funciones descritas.

## Historia

### Nacimiento

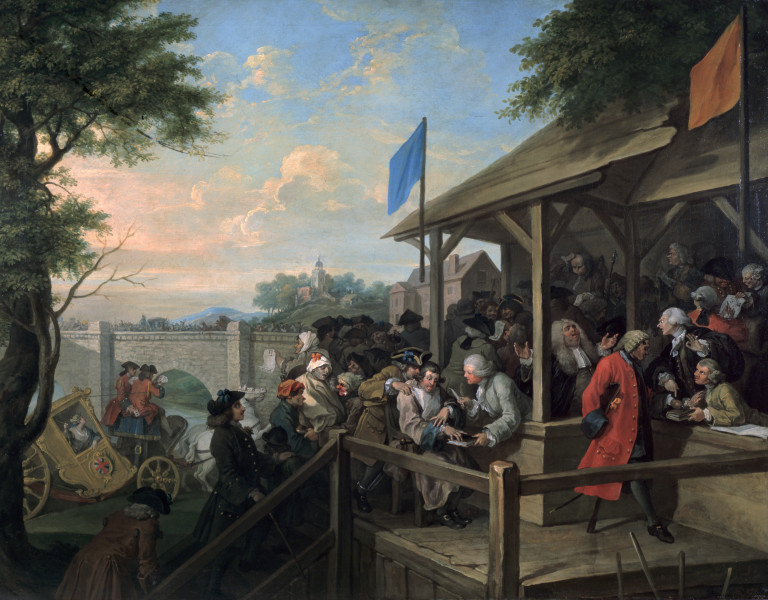
The polling, cuadro de William Hogarth. Votación en el parlamento británico en 1754 disputada entre los Tories y los Whigs.

Diferentes facciones políticas que han luchado por el poder han existido desde hace siglos. Algunos ejemplos históricos que muestran un cierto protopartidismo serían los optimates y populares en la República romana, los güelfos y gibelinos durante la Edad Media o los jacobinos y los girondinos en la Francia revolucionaria, los Whigs y los Tories en el Reino de Gran Bretaña. Sin embargo, el moderno partido político como lo entendemos ahora surge en el siglo XIX en el Parlamento de Gran Bretaña con la organización estructural de los ya mencionados grupos políticos ingleses en el Partido Liberal y el Partido Conservador, respectivamente.
Se ha destacado la paradoja de que los partidos políticos nacieran en el seno de los Estados liberales ya que la base fundamental del liberalismo era el individualismo y la teoría de la voluntad general, lo que «en principio tendría que suponer el rechazo a cualquier fenómeno —como los partidos— que resquebrajara estos principios y la unidad de la nación». Sin embargo, el desarrollo del parlamentarismo dio nacimiento a los grupos parlamentarios —la agrupación de los diputados afines ideológicamente con el fin de actuar (y votar) de forma conjunta, como los whigs y tories en el Parlamento británico— y de los grupos parlamentarios nacieron los partidos políticos. En principio se trató de partidos de notables, pero conforme se fue ampliando el derecho de sufragio y los Estados liberales se transformaron en Estados democráticos (el sufragio universal se impuso al sufragio censitario) nacieron los partidos de masas. «La ampliación del derecho de sufragio implicó un cambio en las reglas del juego y provocó que aquellos que querían acceder por primera vez al Parlamento o permanecer en el mismo tuvieran que organizarse y utilizar nuevas estrategias para llegar hasta los nuevos electores y conseguir su voto»

### Desarrollo
Siglo XIX
En la mayoría de naciones surgen en principio dos grupos primordiales: los conservadores que buscaban preservar los privilegios de los grupos de poder, especialmente de las monarquías y aristocracias, y los liberales representantes de la pujante burguesía, ávida de nuevos espacios políticos e influencia de la que carecía, pues buscaban equiparar su nueva influencia económica a su influencia política ausente por ser en gran medida plebeyos. Estas pugnas se dieron mayormente en Europa donde las fuerzas conservadoras respaldaban la autoridad de la nobleza, el clero y especialmente la monarquía en lo que se conoce como el Antiguo Régimen frente a las fuerzas liberales burguesas. En algunos casos esto llevó a los distintos levantamiento sociales que removieron Europa con las múltiples revoluciones burguesas o revoluciones atlánticas, tales como la Francesa, la unificación de Italia y Alemania, y las guerras de independencia de Estados Unidos y Latinoamérica. Pero en otros países las reformas políticas se lograron por medios más pacíficos evitando así el derramamiento de sangre al punto de que muchos de estos países conservan hasta la fecha sus monarquías, aunque como figuras simbólicas.
Esta lucha fue exportada a América tras la independencia, en donde los enfrentamientos entre liberales y conservadores tomaron un distinto cariz. Sin monarquía o nobleza que proteger, aun así existía una aristocracia criolla que recelaba de los cambios sociales y en América Latina la existencia de la Iglesia católica que, aliada a los conservadores, buscó mantener sus privilegios. A esto se enfrentaron los liberales de ideas vanguardistas que promovieron la secularización del estado y combatieron los privilegios clericales. Con excepción de Costa Rica (dominada enteramente por los liberales y sin un partido conservador realmente organizado) en el resto de América Latina se sucedieron cruentas guerras entre liberales y conservadores por la mayor parte del siglo XIX y principios del XX.
Sin embargo, si bien los liberales a menudo promovieron derechos a las clases obreras, ya sea indirectamente porque las reformas políticas que requerían para democratizar la sociedad implicaban ampliar los derechos políticos al proletariado, o en algunos casos directamente por asequir a una postura más socio-liberal, en la práctica las clases trabajadoras no contaban con representantes políticos propios en un principio. El surgimiento de los primeros partidos socialistas en Europa a raíz de las pésimas condiciones de la Revolución industrial cambió esto. Estos grupos organizados de trabajadores formaron la primera Asociación Internacional de Trabajadores conocida como La Internacional o Primera Internacional, mostrando el carácter internacionalista de la misma. Partidos socialistas comenzaron a surgir en distintos países, a menudo con características propias de su contexto. La unidad pronto se rompería principalmente en tres grandes grupos; los marxistas que abogaban por un cambio revolucionario violento de la sociedad para establecer la dictadura del proletariado y que veían la participación electoral como algo meramente estratégico, los reformistas o socialdemócratas que consideraban que las reformas socialistas eran posibles por medios pacíficos y democráticos manteniendo el sistema parlamentario y la democracia liberal, y los anarquistas que buscaban el desmantelamiento del Estado y de toda forma de autoritarismo en el mediano plazo y no tenían interés en lo electoral. Esta ruptura generó una división dentro de la organización obrera, sin embargo en la mayoría de países occidentales los socialistas democráticos empezaron a tener grandes éxitos electorales convirtiéndose rápidamente en uno de los partidos principales e incluso obteniendo el poder, casi siempre superando a los liberales que quedaron rezagados a una tercera fuerza o incluso a menos como sucedió en países como Alemania, Reino Unido, Francia y Suecia.
Siglo XX
Si bien la Revolución mexicana es a menudo reconocida como la primera revolución «social» propiamente dicha (es decir, emanada de capas obreras o campesinas y no una revolución burguesa), es la Revolución rusa la primera que cambia realmente el panorama internacional con uno de los primeros gobiernos revolucionarios socialistas. En principio conformado por distintos grupos socialistas de variada ideología, pronto los marxistas-leninistas se imponen y nace la Unión de Repúblicas Socialistas Soviéticas con el Partido Comunista de la Unión Soviética como partido único. El unipartidismo también tendría una importante relevancia entre los movimientos fascistas surgidos en Europa como el fascismo italiano, el nacionalsocialismo alemán y el salazarismo portugués.
Durante los años 30 Moscú, mediante la Internacional Comunista que controlaba a todos los partidos comunistas del mundo, promovió la creación de los «Frentes Populares» que buscaban la alianza entre los comunistas y otros partidos antifascistas por medio de coaliciones electorales. Si bien esta dinámica dependería también de las relaciones de momento que tuviera Rusia con la Alemania nazi. Tras el final de la Segunda Guerra Mundial y el desprestigio general del fascismo, los partidos de extrema derecha sufrieron una debacle que los excluyó del poder en la mayoría de países, sin dejar de existir. Sin embargo, la principal confrontación ideológica durante la guerra fría fue entre el capitalismo y el comunismo.
Aquí irían mostrándose ya dos características que acompañarían a menudo a los partidos políticos durante el siglo XX: la existencia de las «Internacionales», es decir, redes internacionales de partidos políticos así como distintos foros, congresos y asambleas tales como la Internacional Socialista, la Internacional Demócrata de Centro, la Internacional Liberal, la Internacional Comunista, etc.; y la creación de coaliciones electorales para lograr acceder al poder sin dividir el voto entre electorados similares. Ambas preexistentes desde el siglo XIX pero que tomaron fuerza en el siglo XX.
En América las luchas obreras llegaron más tardíamente que en Europa. Los movimientos políticos obreros se organizaron principalmente a principios del siglo XX, sin embargo con excepción de Estados Unidos, en la mayoría de países americanos los partidos socialdemócratas lograron posicionarse como una de las principales fuerzas políticas como sucedió en Europa. Otra influencia importante fue de la Democracia Cristiana surgida de la Doctrina social de la Iglesia y que tanto en Europa como en América Latina representó a menudo una de las fuerzas políticas más relevantes de cada país. En muchos países de Latinoamérica y Europa se formó un bipartidismo entre socialdemócratas y demócrata cristianos similar al previamente existente entre conservadores y liberales; Colombia (PC y PL), Venezuela (COPEI y AD), Costa Rica (PLN y PUSC), Argentina (PJ y UCR). Los movimientos de izquierda radical también hicieron su aparición y la represión de los mismos aunado a sus grupos armados a menudo llevó a cruentas guerras civiles y conflictos bélicos con acciones cuestionables de ambos bandos. Aun así la dinámica de los partidos políticos en la mayor parte del mundo occidental se vio directamente influenciada por la Guerra Fría viéndose enfrentados entre los partidos que se posicionaban a favor de una u otra de las grandes superpotencias en conflicto. Esto también generó el nacimiento de movimientos políticos que se proclamaban a sí mismos como una alternativa entre capitalismo y comunismo, tales como la socialdemocracia, la democracia cristiana, el socialismo cristiano y el eurocomunismo.
Incluso en los Estados Unidos, aun con el no surgimiento nunca de un partido socialista de relevancia política, la posición más a la derecha o izquierda de los dos partidos principales Demócrata y Republicano ha variado considerablemente con el tiempo, aunque actualmente se define al Republicano como conservador y al Demócrata como socio-liberal. La existencia de estos dos grandes bloques políticos ha hecho que ambos sean tremendamente variopintos ideológicamente con grupos y facciones internas muy diversas (por ejemplo libertarios, conservadores tradicionales y fundamentalistas religiosos en el Republicano, así como liberales clásicos, liberales progresistas, socialdemócratas, ecologistas e incluso socialistas democráticos en el Demócrata) por cuanto muchos grupos de interés encuentran más fácil participar dentro de alguno de los dos partidos ya existentes que formar uno nuevo.
Siglo XXI
Tras el final de la guerra fría, habiéndose reducido las tensiones ideológicas, nuevos partidos políticos empiezan a surgir. Los movimientos ecológicos empiezan a buscar influir políticamente en especial ante la preocupación general hacia el medio ambiente que surge desde los años setenta y ochenta, creando los Partidos Verdes. Movimientos ciudadanos de protesta, antisistema y libertarios empiezan a organizarse en fuerzas políticas novedosas y que a menudo no pueden clasificarse fácilmente en las ideologías clásicas como los Partidos Piratas, los movimientos de indignados, animalistas y los propulsores de la democracia líquida y la directa. Esto al punto de que algunos teóricos[¿quién?] han incluso propuesto la eliminación de los partidos políticos por obsoletos. En todo caso, en la mayor parte del mundo occidental la organización política ciudadana sigue pasando por la constitución de partidos políticos.

## Modelos
Desde un enfoque institucional Maurice Duverger diferencia entre:
- Partidos de creación interna o partidos de notables: nacen en el seno del Parlamento. En un principio se presentaron como facciones que se disputaban el poder, por ejemplo los Tories (conservadores) y los Whigs (liberales) en Inglaterra, especialmente durante el siglo XIX. Tenían una connotación negativa, se creía que actuaban en desmedro del bien común persiguiendo intereses egoístas. Pero con el tiempo se tornó evidente la imposibilidad de mantener una relación directa entre el pueblo y sus representantes. Para responder a las nuevas demandas sociales requieren de una mayor organización.

- Partidos de creación externa o partidos de masas: surgen a partir de la lucha por la extensión de los derechos políticos entre fines del siglo XIX y comienzos del siglo XX. Aparecen estrechamente vinculados con grupos que realizaban sus actividades fuera del Parlamento, como los sindicatos, entidades religiosas y periódicos. Por ejemplo, el Partido Laborista británico. Los partidos de masas resolvían los problemas de financiación que requiere el funcionamiento de un partido mediante el reclutamiento masivo de afiliados. Su organización solía ser una estructura piramidal jerárquica: la base estaba formada por los militantes y la cúspide por la élite dirigente del partido. A cambio de los recursos aportados por los militantes, las élites dirigentes se comprometían a defender los intereses de sus afiliados, razón por la que a diferencia de los partidos de cuadros presentaban una ideología muy claramente definida.

A la distinción efectuada por Duverger, Otto Kirchheimer ha propuesto añadir un tercer tipo de partido:
- Partidos multicompresivos ("Catch-all party"): según Kirchheimer, durante la segunda mitad del siglo XX, el crecimiento económico y el desarrollo del estado del bienestar supusieron una mejora en las condiciones generales de la población, y difuminaron la distinción entre masas obreras y élites, surgiendo una clase social heterogénea de límites difusos, la clase media. Eso hizo surgir organizaciones con estrategias interclasistas, cuyo mensaje político se dirigía a grupos muy amplios y diversos. Al mismo tiempo, la aparición de medios de comunicación de masas favoreció que muchos partidos pasaran de una organización burocrática que movilizaba electorados a una estructura más flexible que recurría a los medios para la difusión de ideas. Estos partidos dejaron de ser partidos defensivos con una ideología compacta, para ser organizaciones con una estrategia ofensiva de captura masiva de votos vía mensajes en los medios de comunicación, lo cual sin duda influyó en una pérdida de carga ideológica.

Autores posteriores han propuesto un cuarto tipo de partido:
- Partidos "cártel": al dejar muchos partidos de tener un grupo social de referencia bien definido, renunciaron a la lealtad de recursos y a buen número de presupuestos ideológicos. Como alternativa de financiación, muchas estructuras partidarias pasaron a depender de recursos públicos. Esta fuente llevó a los partidos a funcionar como cárteles que impedían o trataban de impedir el acceso a dicho recurso por parte de competidores, razón por la que se los describe con el término "cartel" tomado de los economistas de la competencia imperfecta. En un sistema dominado por partidos de tipo "cártel", los partidos mayoritarios forman una clase política homogénea que impide la competencia de nuevas formaciones, lo cual maximiza su financiación y los beneficios para sus miembros. Estos partidos usan su posición hegemónica para reservarse la mayor parte de las ayudas públicas (sean subvenciones o prerrogativas de cualquier naturaleza, como tener espacios gratuitos en los multimedios de difusión), buscando excluir a partidos minoritarios. Este tipo de estructuras favorecen el bipartidismo, y tienden a reducir el número de partidos con representación parlamentaria.

|                                   | Partido de cuadros                 | Partido de masas                                     | Partido multicomprensivo                     | Partido cártel                               |
| --------------------------------- | ---------------------------------- | ---------------------------------------------------- | -------------------------------------------- | -------------------------------------------- |
| Período hegemónico                | siglo XIX                          | 1880-1960                                            | 1945-                                        | 1970-                                        |
| Tipo de sufragio                  | Sufragio censitario                | Sufragio extendido / Sufragio universal              | Sufragio universal                           | Sufragio universal                           |
| Objetivos                         | Distribuir privilegios             | Reformar/cambiar la sociedad (alta carga ideológica) | Mejoras sociales (sin cambios estructurales) | Política como profesión (políticos gestores) |
| Dinámica de competición electoral | Gestionada y controlada            | Movilización del electorado                          | Lucha partidaria por el electorado común     | Coordinada entre partidos dominantes         |
| Tipo de militancia                | Escasa y elitista                  | Masiva, homogénea y activa                           | En declive, heterogénea y más pasiva         | Escasa, sin funciones relevantes             |
| Fuente de recursos                | Contactos personales del candidato | Cuotas y contribuciones de militantes                | Contribuciones de diversas fuentes           | Subvenciones estatales                       |
| Teórico del modelo                | Maurice Duverger                   | Maurice Duverger                                     | Otto Kirchheimer                             | Richard Katz Peter Mair                      |

El politólogo noruego Stein Rokkan ha propuesto una tipología de partidos que en lugar de basarse en el aspecto organizativo, como Duverger (y Kirchheimer), lo hace en los elementos programáticos e ideológicos, a partir de los ejes de conflicto o cleavages existentes en las sociedades modernas. Rokkan señala cuatro ejes de conflicto, los dos primeros debidos a la formación de los Estados-nación y los dos segundos a la Revolución Industrial.
1. Conflicto entre el centro y la periferia. El conflicto entre las elites del nuevo Estado-nación y los grupos sociales de la periferia que quieren mantener sus rasgos identitarios, comporta la aparición de partidos centralistas de ámbito estatal y partidos regionalistas, autonomistas e, incluso, independentistas.
2. Conflicto sobre las relaciones entre la Iglesia y el Estado. Comporta la aparición de partidos confesionales, que defienden la continuidad de la presencia y el predominio de la Iglesia en el sistema político, y los partidos laicos, defensores de la secularización de la vida política y la completa separación Iglesia-Estado.
3. Conflicto entre el campo y la ciudad. Comporta la aparición de partidos urbanos, defensores de la industria, y de partidos agrarios o campesinos, defensores del sector primario.
4. Conflicto entre el trabajo asalariado y el capital. Comporta la aparición de partidos defensores de los trabajadores, como los partidos soacialistas, y de los propietarios. Según Rokkan este cuarto cleavage sería el que más partidos habría creado a lo largo del siglo XX y el que más se habría utilizado para disintiguir entre partidos de izquierda y de derecha.

Richard Gunther y Larry Diamond han reordenado las tipologías más importantes y diferencian cinco tipos:
1. Partidos de notables: nacen entre principios y mediados del siglo XIX en Europa, en el marco de regímenes liberales y de sufragio censitario. Contaban con estructuras organizativas mínimas, asentadas sobre redes interpersonales en el seno de un ámbito geográfico reducido. Débilmente ideologizados. Se subdividen en partidos de notables y clientelistas.
2. Partidos de masas: surgen a fines del siglo XIX y comienzos del XX en Europa y se extienden en la actualidad a países asiáticos y africanos. Se caracterizan por tener una organización sólida y una amplia base de afiliados que aportan económicamente al partido. Mantienen lazos fuertes con organizaciones externas como sindicatos, entidades religiosas y medios de comunicación.
3. Grupos étnicos: se conforman principalmente en la etapa de la descolonización de los años 60 y años 70. Carecen de una organización demasiado extendida y sofisticada. No tienen estructuras programáticas que incorporen a toda la sociedad. Utilizan generalmente la vía electoral para lograr beneficios particularistas para sus seguidores.
4. Partidos electoralistas: se consolidan en la década de 1970 en el marco de la expansión de los medios de comunicación y el declive del estado del bienestar. Son organizacionalmente débiles aunque desarrollan una gran actividad durante las campañas electorales. Se distinguen los partidos atrapatodo, los programáticos y los personalistas.
5. Grupos movimentistas: surgen en el seno de las democracias postindustriales. Adoptan características diversas dependiendo del contexto. Abarcan los partidos libertarios de izquierda que se basan en la idea de “consenso negativo”, es decir que abarcan una base de seguidores heterogénea pero sustancialmente posicionada sobre diferentes temas. Por ejemplo el Partido Verde alemán. También incluye a los de extrema derecha cuyo núcleo ideológico está relacionado con la búsqueda de principios como el orden, la tradición, la identidad y la seguridad. Estos últimos son hostiles con otros partidos, con el Estado y el sistema en general; existen algunos principios xenófobos y racistas. Por ejemplo el Frente Nacional en Francia.

## Organización

### Estructura interna
Isidre Molas ha propuesto dividir a los individuos relacionados con la esfera del partido político en dos grandes grupos, los que son miembros y los que no lo son, que a su vez se pueden agrupar en dirigentes, permanentes, militantes y afiliados, los primeros; y en votantes fieles y simpatizantes, los segundos.
- Miembros
  - Dirigentes: concentran los recursos de poder y representan el centro de la organización; distribuyen incentivos e interactúan con otros actores claves dentro del sistema; toman las decisiones principales, por lo que pueden actuar de un modo tendencialmente oligárquico.
  - Permanentes: aquellos miembros que están dedicados exclusivamente al partido y cobran un sueldo.
  - Militantes: cotizan y realizan alguna actividad (no remunerada), especialmente durante las campañas electorales y la preparación y celebración de los congresos y asambleas del partido.
  - Afiliados: se limitan a pagar una cuota, pero no realizan ninguna actividad en el seno de la organización
- No miembros
  - Votantes fieles: personas que siempre votan al partido y que suelen asistir a sus actos electorales, pero que entre elección y elección no mantienen ninguna relación con el partido.
  - Simpatizantes: además de votar al partido, defienden su programa político (y en ocasiones lo difunden) y participan en los actos públicos que el partido organiza; pueden colaborar económicamente con el partido de forma esporádica.

Los partidos políticos suelen tener una estructura piramidal, con el grupo dirigente en la cúspide (aunque obligado a seguir las directrices políticas generales establecidas en las asambleas generales o congresos periódicos en los que participan los militantes a través de unos delegados o compromisarios), y en cuanto a las organizaciones de base que agrupan a los miembros del partido se pueden dar los cuatro tipos siguientes:
1. Comité. Consta de un número reducido de miembros con influencia que se renuevan por cooptación. Su área de actuación es la circunscripción electoral y solo actúan durante los periodos electorales. Generalmente están encabezados por los diputados del distrito (los miembros del partido que han resultado elegidos). Constituyen la organización de base típica de los partidos de notables.
2. Sección. A diferencia del comité, su objetivo es reclutar al máximo número de militantes, que entran a formar parte de la sección que corresponde a su lugar de residencia. Dado el elevado número de personas que lo componen cada sección tiene una organización interna estable que se integra en la estructura piramidal del partido, ya que carece de la autonomía de los comités. Su actividad no ciñe a los periodos electorales. Constituye la organización de base propia de los partidos de masas.
3. Célula. Es la organización de base propia de los partidos comunistas. Su objetivo no es electoral sino la agitación y la propaganda (agitprop) y la formación ideológica de sus miembros, cuyo número es reducido con el fin de aumentar su agilidad y eficacia ya que su actividad se suele desarrollar en la clandestinidad. A media que fueron legalizados, los partidos comunistas abandonaron su organización en células y adoptaron el modelo de la sección.
4. Milicia. Es la organización de base propia de los partidos fascistas y se caracteriza por constituir una estructura militar jerárquica muy disciplinada. Sus miembros llevan uniformes e insignias y reciben formación militar. Su objetivo es derribar el sistema democrático, aunque se pueden presenten a las elecciones pero para utilizar el propio Parlamento con ese mismo fin.

Factores
Robert Michels, desde un enfoque monocausal, plantea que la dimensión del partido político es la variable fundamental que define su organización, dado que incide en:
- La cohesión interna: en formaciones políticas pequeñas es más fácil un acuerdo en torno a valores y objetivos. Pero si aumentan sus proporciones habrá una mayor heterogeneidad.
- El estilo político: las grandes agrupaciones son más pragmáticas.
- La movilización de los afiliados: el tamaño varía en sentido inverso a la participación.
- La burocratización: a medida que crece la organización es más notable la división del trabajo. Se fomentan las desigualdades internas en pro de la eficiencia del partido.

Angelo Panebianco considera que no se puede establecer un nexo tan rígido de causalidad. Afirma que los factores que definen el perfil de la organización partidaria y permiten conocer sus expectativas de supervivencia o éxito son:
- Competencia: medida en la que se convierte en un actor indispensable para desempeñar un papel determinado.
- Gestión de las relaciones con el entorno: capacidad de adaptación, aptitud para formular estrategias de negociación, establecer alianzas y conflictos con otras organizaciones.
- Comunicación: control ejercido sobre los canales de información internos y externos.
- Reglas formales: es importante conocer quiénes tienen facultades para modificar las normas, las posibles desviaciones y el grado en el que se cumplen los estatutos.
- Financiación: es un asunto muy polémico. Existen distintos criterios. Algunos afirman que debe ser pública solo durante las campañas electorales para garantizar la participación de todos los partidos. Otros consideran que el Estado tiene que ocuparse de todos los gastos para su mantenimiento y funcionamiento. Esto afectaría su independencia. Quienes se inclinan por la financiación privada sostienen que los costos económicos deben ser solventados por los ciudadanos interesados. Se pueden adoptar medidas negativas de limitación directa (estableciendo un máximo de gastos permitidos) o indirecta (obligarlos a dar publicidad del origen de los recursos y de su finalidad); o medidas positivas de prestación directa (subvención de actividades) o indirecta (ayudas como destinar espacios gratuitos en la televisión pública para los partidos). La contribución puede ser con base en los cargos obtenidos o en función del porcentaje de votos recibidos con independencia de si ha conseguido o no representación. Lo más adecuado es combinar ambos criterios.
- Reclutamiento: definición de los requisitos de admisión, carrera y permanencia.

Índice de centralidad
Este índice mide la capacidad de los presidentes y los dirigentes de imponer disciplina en su partidos; cuando un presidente tiene un partido centralizado, es muy probable que pueda lograr imponer su programa legislativo.
La capacidad de los dirigentes o de los candidatos presidenciales es uno de los factores de la centralidad. Cuando los líderes determinan quiénes se presentarán como candidatos y su lugar en la lista electoral, los legisladores tienen incentivos para adherirse a la línea del partido en la legislatura.
El segundo factor son las características del sistema electoral. Así, la centralización es mayor cuando los legisladores son elegidos en distrito único; o en grandes distritos con listas cerradas y bloqueadas.
El tercer factor es la simultaneidad de las elecciones presidenciales y legislativas: los partidos son más centralizados y los dirigentes más poderosos cuando las elecciones son simultáneas. Los otros factores son: el grado de autonomía de las autoridades subnacionales, el grado de democracia interna en los partidos y la existencia de elecciones primarias.

### Ideología
Cada partido posee una ideología que le da claridad conceptual y lo guía en su acción política. Se compone de:
- Doctrinas: conjunto de creencias que se toman como válidas.
- Teorías: sistematización explicativa, comprensiva e interpretativa de la realidad.
- Plataforma: agrupación de los principales problemas sociales, políticos y económicos.
- Programas: aquellos remedios para paliar los problemas.
- Consignas: eslóganes o lemas característicos del partido.

Existen diversas maneras de agrupar o clasificar las ideologías políticas, usualmente las ideologías pueden agruparse según el posicionamiento frente a una serie de cuestiones clave. Una de las clasificaciones más comunes de las ideologías ha sido el espectro político basado en la distinción izquierda política frente a derecha política. Esta es una clasificación unidimensional que puede clasificar de manera aproximada los partidos políticos de una gran cantidad de territorios, aunque en muchos casos una explicación adecuada de la conducta electoral requiere clasificaciones multidimensionales más complejas (entre ellas son de uso frecuente el gráfico de Pournelle o el gráfico de Nolan entre otros).

### Cargos públicos electivos
Dentro de los distintos actores políticos, los partidos tienen un estatus específico, que les separa del resto de organizaciones presentes en la sociedad civil, y les sitúa en una posición privilegiada dentro del proceso de toma de decisiones.
Ese estatus se caracteriza por ostentar el monopolio de la participación en procesos electorales plurales y competitivos, que a veces pueden desembocar en el nombramiento de cargos públicos electivos que, en mayor o menor medida, pueden ser controlados por los partidos o viceversa.
Al contrario que el resto de actores políticos, los partidos no se limitan a tratar de influir en el proceso de toma de decisiones, sino que desarrollan el papel último y fundamental a la hora de tomar la decisión concreta. El resto de organizaciones (sindicatos, patronales, organizaciones de consumidores, etc.) participan en el proceso de toma de decisiones, pero la naturaleza de dicha participación es radicalmente distinta a la del partido político, limitándose a influir, informar o presionar.
Ello no excluye la posibilidad de que varios partidos políticos compartan el poder y participen conjuntamente en la toma de una determinada decisión, debiendo existir consenso entre todos ellos.

## Funciones
Siguiendo a José Antonio González Casanova, Jordi Matas Dalmases ha señalado cinco funciones de los partidos políticos en las democracias liberales:
1. Socialización política y creación de opinión. Los partidos políticos proporcionan a los ciudadanos criterios para analizar los problemas sociales y a partir de ellos formar o consolidar una determinada opinión. En este sentido contribuyen a su socialización política. Los canales que tradicionalmente han utilizado son los militantes, la prensa del partido y los locales donde se celebraban reuniones para debatir sus propuestas (como las casas del pueblo), pero en la actualidad los principales son los medios de comunicación y las redes sociales.
2. Armonización de intereses. En la medida en que los partidos políticos presentan programas globales para el conjunto de la sociedad, armonizan los intereses parciales de los diferentes sectores sociales y reducen la fragmentación social.
3. Formación de elites políticas. La mayoría de las élites del sistema político proceden de los partidos políticos, ya que son ellos los que deciden quiénes son los candidatos a las elecciones y cuando acceden al gobierno quiénes los que ocuparán los cargos de responsabilidad (selección que viene determinada por su grado de democracia interna).
4. Canalización de peticiones de la población hacia los poderes. Apoyando a un determinado partido, los ciudadanos expresan su opinión política, convirtiendo así a los partidos en los órganos que hacen llegar sus demandas a las instituciones. «Los partidos que obtienen la mayoría parlamentaria y gubernamental reflejan tales demandas en la acción política del Gobierno, mientras que los partidos que están en la oposición las reflejan por medio de la crítica a la acción gubernamental y la propuesta de nuevas alternativas».
5. Reforzamiento y estabilización del sistema político. Los partidos son los que aseguran la continuidad del sistema político, a excepción de los denominados partidos antisistema, aquellos que lo cuestionan y minan su legitimidad (no necesariamente son revolucionarios y pueden actuar tanto desde dentro como desde fuera del sistema).

Desde otras perspectivas se ha hablado de funciones «ascendentes» (cuando fluyen desde la sociedad al Estado) y «descendentes» (cuando derivan de la interacción con el Gobierno):
Ascendentes:
- Estructuración del voto: ordenan la multiplicidad de opciones electorales.
- Movilización e integración social: alientan la participación política, la concurrencia a los comicios y la asistencia a actos públicos.
- Agregación de demandas: las sistematizan y priorizan. Armonizan intereses sectoriales integrándolos en un programa común.
- Fomentan la socialización política: transmiten principios, proyectos e ideas que propician el aprendizaje cívico.
- Creación y orientación de la opinión política.

Descendentes:
- Reclutamiento, formación y selección de potenciales líderes políticos.
- Garantizan la renovación de las autoridades mediante el consenso y la aceptación de las reglas de la competencia.
- Diseño, seguimiento y evaluación de políticas públicas.
- Control de los representantes.

## Régimen financiero
La financiación (España) o financiamiento (Hispanoamérica) de los partidos políticos aborda la cuestión esencial de cómo se sufragan los gastos que generan las distintas actividades partidistas.
Históricamente, los partidos políticos han pasado de financiarse de forma exclusivamente privada a utilizar un sistema mixto en el que predominan las aportaciones de carácter público. Semejante evolución se produce en paralelo con la propia consolidación de los partidos políticos como entes de relevancia pública y no meras asociaciones privadas.
Los recursos privados proceden de las cuotas de los afiliados, de los rendimientos patrimoniales del partido, de los donativos recibidos y de los préstamos obtenidos. Respecto a los recursos públicos, se puede establecer una división fundamental entre las aportaciones directas (transferencias desde el presupuesto público en función de determinados criterios objetivos) y las aportaciones indirectas, extremadamente heterogéneas, y que incluyen desde la cesión del dominio público hasta variadas exenciones fiscales, pasando por emisiones gratuitas y tasadas de propaganda en medios de comunicación.
Por lo general se exigen ciertos requisitos para la percepción de recursos públicos, como una determinada cantidad de votos o de representación parlamentaria, algo que también influye en la cantidad de fondos asignados, que son desembolsados según un calendario. En ciertos casos, se prohíben las contribuciones privadas procedentes de determinadas fuentes, pudiendo establecerse un límite a los fondos donados. Finalmente, es frecuente que existan organismos dedicados al control presupuestario de los partidos, así como mecanismos de sanción contra las irregularidades financieras.

## Régimen jurídico

### Argentina
La Constitución de la Nación Argentina en el artículo 38 establece que los partidos políticos son de creación libre, que el Estado los debe apoyar económicamente y que a su vez debe garantizar:
- Una organización democrática.
- Representación de las minorías.
- Competencia para la postulación de candidatos.

Asimismo, los partidos deberán hacer público su patrimonio.
La Constitución Nacional dice que los partidos políticos son instituciones fundamentales del sistema democrático. Los partidos políticos son organizaciones necesarias para la política nacional y tienen como función elegir a los candidatos que se presentan para las elecciones de cargos públicos. La ley les garantiza el derecho a su constitución, organización, gobierno propio y libre funcionamiento, deben dar publicidad del origen y destino de sus fondos y patrimonio y el Estado contribuye al sostenimiento económico de sus actividades y de la capacitación de sus dirigentes.
La existencia de los partidos requiere un grupo de electores, entendiendo que elector es toda persona con derecho a votar, una carta orgánica que regule su organización y funcionamiento, elecciones periódicas de autoridades, donde se respete el porcentaje mínimo por sexo, reconocimiento judicial como partido político e inscripción en el registro público correspondiente.
Para afiliarse a un partido se necesita estar inscripto en el registro electoral del distrito en que solicites la afiliación; comprobar su identidad con DNI; presentar una solicitud que te entregan en cualquier local partidario y que contiene: su nombre y domicilio, DNI, estado civil, profesión u oficio y tu firma certificada. No puede haber doble afiliación, es decir estar afiliados a dos partidos en el mismo momento; para poder afiliarse a un partido se debe renunciar antes a toda otra afiliación anterior, pudiendo hacer la renuncia por telegrama gratuito o personalmente ante la secretaría electoral de su distrito.
La elección de autoridades partidarias se lleva a cabo periódicamente, para la designación de candidatos a cargos electivos nacionales se aplica el sistema de elecciones primarias abiertas, simultáneas y obligatorias (PASO), en todo el territorio de la Nación, para un mismo día y para todos los partidos políticos.

### España
En España existen dos leyes orgánicas que son las principales a la hora de regular la cuestión de los partidos políticos. Son la Ley Orgánica 6/2002, de 27 de junio, de Partidos Políticos, conocida como Ley de Partidos; y la Ley Orgánica 8/2007, de 4 de julio, sobre Financiación de los Partidos Políticos.
- Wikisource contiene obras originales de o sobre Ley Orgánica 6/2002, de 27 de junio, de Partidos Políticos.
- Wikisource contiene obras originales de o sobre Ley Orgánica 8/2007, de 4 de julio, sobre Financiación de los Partidos Políticos.

## Colores y emblemas
En términos generales, en todo el mundo, los partidos políticos se asocian con colores, principalmente para identificación, especialmente para el reconocimiento de los votantes durante elecciones.
- El azul generalmente denota partidos conservadores.[59]
- El amarillo comúnmente se usa para el liberalismo o el libertarismo y el anarcocapitalismo, este último combinado con negro.
- El rojo está fuertemente enraizado a partidos socialdemócratas, socialistas, marxistas o comunistas. Ideologías muy diferentes como el nacionalsocialismo y otros socialismos nacionales también se caracterizan por usar el rojo.
- El blanco está relacionado con partidos monárquicos y pacifistas.
- El verde a menudo se asocia con la política verde, el islamismo, el agrarianismo y el republicanismo irlandés.
- El naranja es el color tradicional de la democracia cristiana.
- El negro generalmente se asocia con partidos fascistas, volviendo a las camisas negras de Benito Mussolini o las Schutzstaffel de Adolf Hitler, pero también con ideologías muy diferentes y apolíticas como el anarquismo. El negro también es utilizado por el nacionalismo negro.
- El marrón se asocia con el nacionalsocialismo, volviendo a los soldados de asalto uniformados de color pardo del Partido Nacionalsocialista Obrero Alemán.

Las asociaciones de colores son útiles cuando no es deseable establecer vínculos rigurosos con los partidos, particularmente cuando se forman coaliciones y alianzas entre partidos políticos y otras organizaciones, por ejemplo: alianzas "Púrpuras" (rojo-azules), alianzas rojo-verdes, alianzas azul-verdes, coaliciones pan-verdes y coaliciones pan-azules.

#### Estados Unidos
Los esquemas políticos de color en los Estados Unidos difieren de las normas internacionales. Desde 2000, el rojo se ha asociado con el Partido Republicano de derecha y el azul con el Partido Demócrata de izquierda. Sin embargo, a diferencia de los esquemas de colores políticos de otros países, los partidos no eligieron esos colores; se utilizaron en la cobertura de noticias de los resultados electorales de 2000 y la batalla legal que siguió y se popularizaron en el uso popular. Antes de las elecciones de 2000, los medios de comunicación generalmente alternaban qué color representaba qué partido en cada ciclo de elección presidencial. El esquema de color recibió una atención desmesurada ese año, por lo que el ciclo se detuvo para no causar confusión en las siguientes elecciones.

### Emblemas
El emblema de los partidos socialistas es a menudo una rosa roja en un puño. Los partidos comunistas con frecuencia usan un martillo para representar al trabajador, una hoz para representar al agricultor, o tanto un martillo como una hoz para referirse a ambos al mismo tiempo.
Emblemas comunes de partidos conservadores son estrellas o flores.
El emblema del nacionalsocialismo, la esvástica o Hakenkreuz, ha sido adoptado como un símbolo casi universal para casi cualquier grupo nacionalista o supremacista blanco organizado, aunque data de tiempos más antiguos (véase Esvástica).